# ستيفن بريسلي
ستيفن بريسلي (بالإنجليزية: Steven Pressley)‏ هو لاعب كرة قدم ومدرب كرة قدم بريطاني في مركز قلب الدفاع، ولد في 11 أكتوبر 1973 في إلغين في المملكة المتحدة. شارك مع منتخب اسكتلندا تحت 21 سنة لكرة القدم ومنتخب اسكتلندا لكرة القدم. أما مع النوادي، فقد لعب مع دندي يونايتد وكوفنتري سيتي ونادي راندرس ونادي رينجرز ونادي سلتيك ونادي فالكيرك وهارت أوف ميدلوثيان.

## وصلات خارجية
- ستيفن بريسلي على موقع قاعدة بيانات كرة القدم.إي يو (الإنجليزية)
- ستيفن بريسلي على موقع ناشيونال فوتبول تيمز (الإنجليزية)
- ستيفن بريسلي على موقع Soccerbase.com (لاعب) (الإنجليزية)
- ستيفن بريسلي على موقع Soccerway.com (الإنجليزية)
- ستيفن بريسلي على موقع عالم كرة القدم.نت (الإنجليزية)